# 軍威駅
軍威駅（クヌィえき）は、大韓民国大邱広域市軍威郡に位置する韓国鉄道公社（KORAIL）の駅である。

## 路線
- 韓国鉄道公社
  - 中央線

## 歴史
- 2024年12月20日 - 開業。

## 駅周辺
- 蓮桂保健診療所
- 蓮桂1里セマウル会館
- 梨花養豚営農組合法人

## 隣の駅
韓国鉄道公社
中央線
義城駅 - 軍威駅 - (北永川駅) - 永川駅